# Nemastomella integripes
Nemastomella integripes was een hooiwagen uit de familie aardhooiwagens (Nemastomatidae). De originele naamcombinatie (protoniem) was Nemastomella integripes Mello-Leitão, 1936. Na 2023 is het een junior synoniem van Nemastomella dubia (Mello-Leitão, 1936).